# John Bate Cardale
John Bate Cardale (Londen, 7 november 1802 – ?, 18 juli 1877) was advocaat in Londen en de eerste apostel in de Katholiek Apostolische Kerk.

## Jeugd en opleiding
Cardale werd in 1802 geboren in London als de oudste van vijf kinderen en was oorspronkelijk Anglicaan. Vanaf 1815 bezocht hij Rugby School in Warwickshire, een van de oudste 'public schools' in Engeland. Na zijn rechtenstudie leidde hij van 1823 tot 1834 het advocatenbureau van zijn vader, waar hij al sinds 1818 werkte. Daarnaast was hij een kenner van de kerkvaders en vroeg-christelijke liturgieën.

## Betrokkenheid bij het begin van de Katholiek Apostolische Kerk
In het najaar van 1830 werd hij door Dr. Thompson, ook Anglicaan en deelnemer aan de Albury-conferenties bij Henry Drummond, benaderd voor een bezoek aan de MacDonalds in Zuidwest-Schotland om de geestesgaven die daar tot openbaring gekomen waren, te onderzoeken. Hiervan deed Cardale verslag in The Morning Watch van december 1830. Overtuigd van de goddelijke oorsprong van de gaven, organiseerde hij al vanaf oktober 1830 ook in zijn eigen huis gebedsbijeenkomsten waarin gebeden werd om hernieuwde uitstorting van de gaven van de Heilige Geest. Op 30 april 1831 ontving Cardale's vrouw (die niet meegereisd was naar Schotland) als eerste in Engeland de gave van profetie. Hun Anglicaanse priester, Baptist Noël, begon vervolgens tegen de gaven te prediken, zodat zij ten slotte genoodzaakt waren een andere kerk te zoeken. Zij vonden onderdak bij de presbyteriaanse gemeente van Edward Irving, die na grondig onderzoek besloten had de gaven toe te laten in zijn kerk.  Hoewel slechts weinigen in Irvings gemeente zich tegen deze ontwikkelingen keerden, vond hij de kerkbeheerders tegenover zich. Zij brachten de zaak voor het Presbyterium van Londen, waarbij Cardale als Irvings advocaat optrad. Het liep echter uit op uitzetting uit het kerkgebouw, zodat Irvings gemeente na een korte periode van openluchtdiensten een gebouw in Newman Street betrok. Daar werd Cardale op 31 oktober 1832 in een profetie bij monde van Drummond aangeduid als apostel en als zodanig in de gemeente van Irving erkend.

## Eerste handelingen als apostel
Op kerstavond 1832 werd Cardale tijdens een gebedsdienst ten huize van Drummond gedreven William Rennie Caird te wijden tot evangelist, conform een eerdere profetische roeping en op 26 december werd op soortgelijke wijze Drummond gewijd tot engel van de gemeente te Albury. Tegen Pasen 1833 was Irving door de Schotse kerk uit zijn ambt gezet. Op 5 april 1833 werd hij door Cardale tot engel van de latere hoofdgemeente in Newman Street gewijd. Inmiddels had hij zijn wereldlijke betrekking neergelegd om zich geheel om zich geheel aan zijn apostolische taak te kunnen wijden.

## Uitzending van de apostelen
Op 14 juli 1835 vond de uitzending van (inmiddels) 12 apostelen plaats, waarna Cardale tot 'pilaar der apostelen' werd aangewezen, terwijl Engeland (en Noord-Amerika) zijn ambtsgebied was. In deze periode was hij de opsteller van het Testimonium voor de kerk van Engeland en vervolgens ook de samensteller en eindredacteur van het Grote Testimonium, waarvoor elk van de apostelen een bijdragen geschreven had. Terwijl zijn mede-apostelen gedurende 3½ jaar de hun toegewezen stamgebieden verkenden, bleef Cardale achter in Engeland.

## Verdere activiteiten en dood
In 1839 kwam het tot een crisis, omdat op initiatief van de profeten getracht werd alle macht in handen te leggen bij een algemene vergadering, in plaats van bij het college van apostelen. Cardale riep zijn medeapostelen terug naar Engeland en het apostolaat formuleerde het gezamenlijke antwoord dat ze zich er niet tegen zouden verzetten, maar hun van God gegeven bediening rein zouden houden door zich definitief terug te trekken. De poging tot revolutie ging vervolgens als een nachtkaars uit.
In 1840 wijdde Cardale de inmiddels gereedgekomen 'Apostelkapel', die op het landgoed Albury Park van Henry Drummond gebouwd was en waaraan ook een vergaderzaal verbonden was. In 1842 verscheen de eerste versie van de hoofdzakelijk door Cardale samengestelde Liturgie en andere erediensten der Kerk. Nadat in 1847 de verzegeling was ingevoerd, visiteerde hij jaarlijks alle gemeenten in Engeland en leidde hij maandelijks (op elke vierde dinsdag gerekend vanaf 14 juli 1835) de bijeenkomst van de zeven gemeenten in Londen. Ook de nieuwe centrale kerk op Gordon Square werd door Cardale ingewijd, op Kerst 1853.
Gedurende bijna 45 jaar leidde Cardale de Katholiek Apostolische gemeenten in Engeland. Na de dood van apostel King-Church nam hij tevens de zorg voor Denemarken op zich, leerde Deens en bezocht het land meerdere malen, onder meer in 1867. Hij stierf in zijn woning in 1877 en werd begraven op de Anglicaanse begraafplaats te Albury.